# Sands of Iwo Jima
Sands of Iwo Jima (prt: O Inferno de Iwo Jima; bra: Iwo Jima, o Portal da Glória, ou As Areias de Iwo Jima) é um filme estadunidense de 1949, dos gêneros drama histórico, ação e guerra,  dirigido patrioticamente por Allan Dwan para a Republic Pictures, com roteiro baseado na Batalha de Iwo Jima, na Segunda Guerra Mundial.

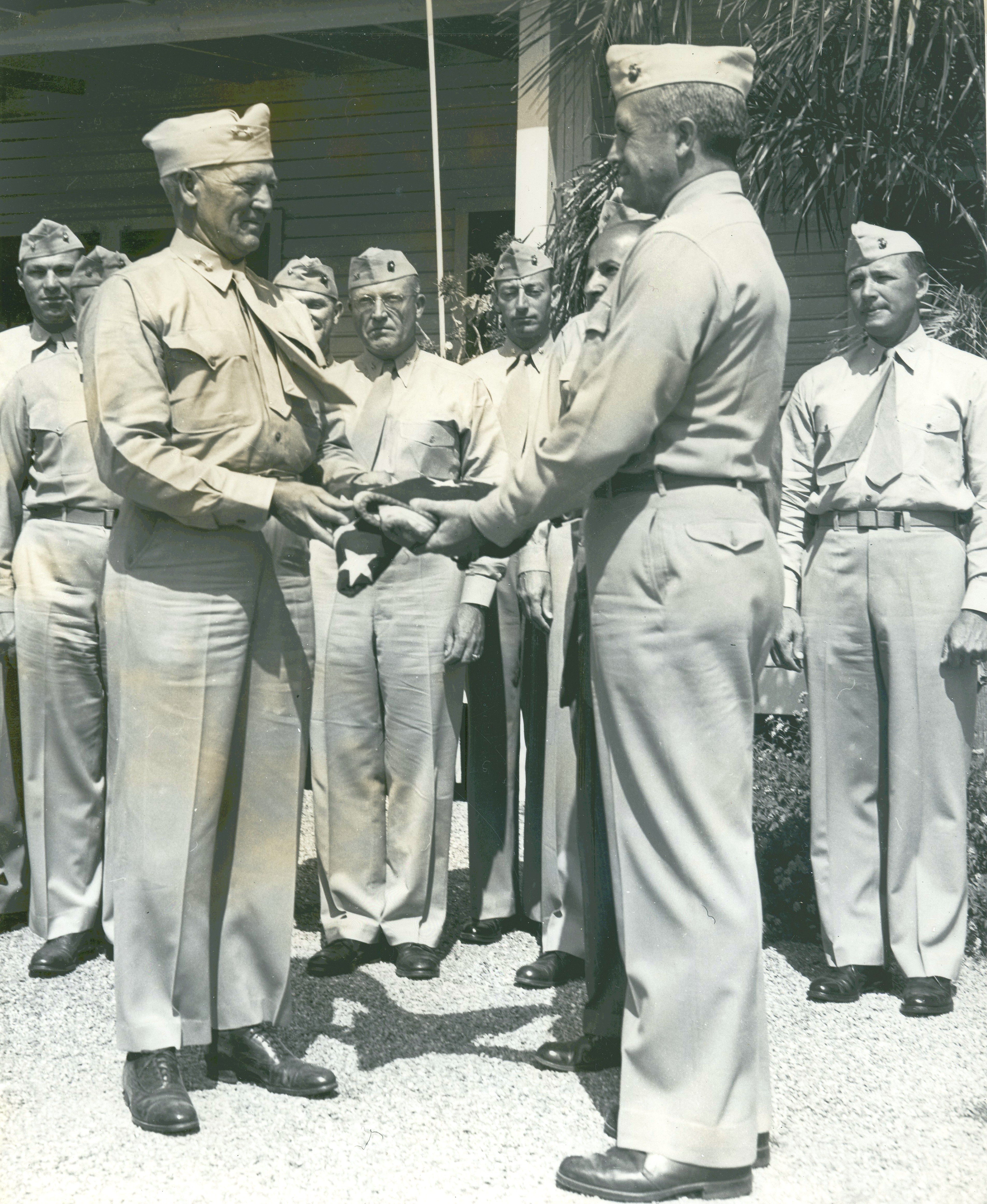
Entrega da bandeira americana erguida em Iwo Jima para as filmagens, em 14 de julho de 1949

## Sinopse
O sargento "Marine" John Stryker é encarregado de receber recrutas e treiná-los para a ação, quase ao mesmo tempo que ele e seus comandados entram em violentas e seguidas batalhas. Odiado por alguns e respeitado por todos pelo seu estilo autoritário e eficiente, o sargento Stryker consegue manter seus homens na linha. Mas um de seus mais fortes opositores é o soldado Peter Conway, um arrogante universitário filho de um oficial que serviu com o sargento. Stryker tenta ganhar a amizade do rapaz, mas este o rejeita. Depois da batalha de Tarawa, os marines vão para o ataque decisivo em Iwo Jima, onde Conway finalmente percebe que o sargento só quer que ele e os demais comandados sobrevivam.

## Elenco principal
- John Wayne...Sargento John M. Stryker
- John Agar...Soldado Peter Conway
- Forrest Tucker...Soldado Al Thomas
- Wally Cassell...Soldado Benny Regazzi
- James Brown...Soldado Charlie Bass
- Julie Bishop

## Prêmios e indicações
| Premiação  | Categoria               | Recipiente                              | Resultado |
| ---------- | ----------------------- | --------------------------------------- | --------- |
| Oscar 1950 | Melhor ator             | John Wayne                              | Indicado  |
| Oscar 1950 | Melhor roteiro original | Harry Brown, James Edward Grant         | Indicado  |
| Oscar 1950 | Melhor edição           | Richard L. Van Enger                    | Indicado  |
| Oscar 1950 | Melhor som              | Tom Carman, T. A. Carman, Howard Wilson | Indicado  |